# Труново (Тверская область)
Труново — деревня в Калининском районе Тверской области. Входит в состав Щербининского сельского поселения.

## География
Находится в юго-восточной части Тверской области на расстоянии приблизительно 10 км на юг-юго-восток по прямой от города Тверь.

## История
Была отмечена ещё на карте 1825 года. В 1859 году здесь было учтено 46 дворов. На карте 1938 года в деревне отмечено 114 дворов.

## Население
Численность населения: 350 человек (1859 год), 50 (русские 90 %) в 2002 году, 49 в 2010.